# Sába királynője (Gounod)
A Sába királynője Charles Gounod 1862. február 28-án Párizsban bemutatott operája. A darab megbukott az ősbemutatón, de a zeneszerző legkedvesebb operájaként tartotta számon.

## Az opera története
A mű ősbemutatóján a közönség lelkesen tapsolt, de a kritikusok elmarasztalták a darabot. Fanyalgásukban nagy szerepet játszhatott III. Napóleon elmarasztaló véleménye, aki szerint az opera valódi főszereplői az építőmunkások és a királyi udvar jelenléte csak alkalmat teremt a szerepeltetésükre. Ítéletében szerepet játszhatott a szabadkőművesektől való félelme is (az építőmunkások színpadi cselekményében állítólag titkos összeesküvés nyomait vélte felfedezni). Egyes kritikusok annyira elragadtatták magukat, hogy az operát Gounod Waterloojának nevezték. Mások felrótták a szerzőnek a korábbi darabjaihoz képest szegényesebb melódia gazdagságot és német zenedráma irányába történő elmozdulást: Wagner, Schumann és Mendelssohn hatását kifogásolták. Párizsban a Sába királynője mindössze tizenöt előadást ért meg, de még az ősbemutató évében színre került Brüsszelben, immár négyfelvonásossá tömörítve, átdolgozott formában.
Egy év múlva Darmstadtban, két év múlva koncertszerű előadáson Londonban, 1880-ban Manchesterben, majd 1889-ben New Orleansban mutatták de, de sehol sem tudott tartós sikert aratni. Párizsban 1900-ban újították fel, de pár előadás után ismét levették a műsorról. A négyfelvonásos verzió mára teljesen feledésbe merült. Az eredeti verziót egy 1969-es toulouse-i előadás elevenítette fel, ebből hangfelvétel is készült. Azonban hamar kiderült, hogy a felvétel nem tartalmazza a teljes művet. Az egyes hiányzó részeket az eredeti verzió zongora átirata alapján rekonstruáltak. 2001-ben az olaszországi Martina Franca-i Fesztiválon mutatták be az eredeti partitúra rekonstruált változatát, amelyet CD-n is kiadtak. Ez tekinthető az opera autentikus változatának se egyszersmind az opera világelső felvételének.
Szemben a korabeli elmarasztaló kritikák állításával, a Sába királynőjenem zenedráma jellegű, hanem zárt számok (áriák és együttesek) sorozata határozza meg a zenei anyagot. A zenetörténészek mai álláspontja szerint nem a zene, hanem a gyenge történet okozhatta a mű sikertelenségét. Két részlete a teljes mű felvétele előtt is szerepet kapott alkalmanként a koncertpódiumokon. Összességében elmondható, hogy Gounod ez esetben is behízelgően érzelmes, ugyanakkor helyenként kifejezetten ünnepélyes zenét alkotott.

## Az opera szereplői

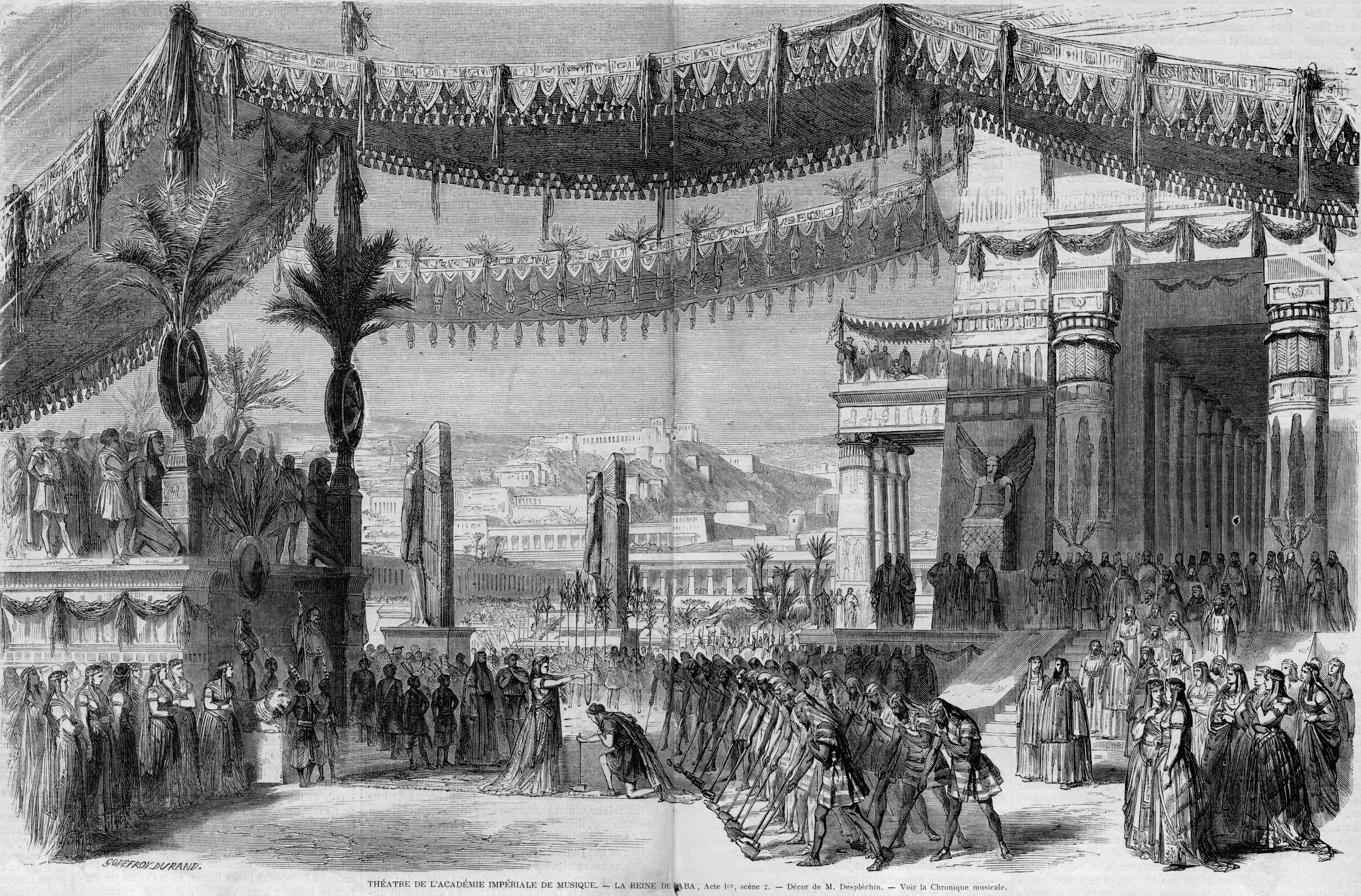
Sába királynője, 1862. február 28.

| Szereplő                          | Hangfekvés |
| --------------------------------- | ---------- |
| Balkis, Sába királynője           | szoprán    |
| Adoniram, Salamon király építésze | tenor      |
| Benoni, a tanítványa              | szoprán    |
| Sarahil, Balkis rapszolgája       | szoprán    |
| Salamon király                    | bariton    |
| Amrou                             | tenor      |
| Phanor                            | bariton    |
| Méthousaël                        | basszus    |
| Sadoc                             | basszus    |

## Az opera cselekménye

### I. felvonás
Jeruzsálemben Salamon király nevének megőrzésére hatalmas templom építésébe kezdenek. Az építkezést a királynő kedvenc építésze, Adoniram irányítja. Bénoni hozza a hírt, hogy hamarosan megérkezik Balkis és Salamon, mert a királynő személyesen is meg akarja tekinteni az építkezést. A királynő érzekésekor Phanor, Amrou és Méthousaël lép Adoniram elé és kérik, hogy nevezze ki őket mesterré. Az építészmester azonban még nem tartja őket elég érettnek, így elutasítja kérésüket. A három munkás bosszút esküszik, majd távozik. Salamon elmeséli a királynőnek, hogy Adoniram titokzatos származású, mágikus erővel rendelkező valaki. Balkist első látásra rabul ejti a férfi és az építész is felfigyel a királynő szépségére.

### II. felvonás
Sion hegyén készül a király, a királynő, az építőmunkások és a város össze sereglet lakói előtt készül Adoniram mesterműve, a Tenger megmintázása. Az építész a Tubal-Kain tűzistent hívja segítségül, ezzel mindenki számára felfeddi isteni származását. Szavai nem maradnak hatás nélkül: a bronz formálódni, forrni kezd. De a három építőmunkás mesterkedésének köszönhetően az alapanyag nem a megfelelő összetevőkből lett össze állítva, így az egyszer csak a levegőbe repül. Tűz üt ki a városban, sokan megsebesülnek, a királynő is eszméletét veszti.

### III. felvonás
A balsiker mit sem változtatott Balkis érzelmein: beleszeretett az építészbe és találkozóra hívta a férfit a Tábor-hegyen felállított sátorvárosába. Adoniram megérkezik, de eleinte királya iránti hűségre hivatkozva nem enged az asszony csábításának, majd megtörik és a két szerelmes megvallja egymásnak érzelmeit. Ezután Bénoni hozza a hírt, miszerint egy titokzatos erő helyreállította a szétesett mesterművet s az most teljes épségében áll. A hír Jeruzsálembe is lejut s a tegnapi szomorúság örömünnepbe csap át.

### IV. felvonás
Salamon király közeledését visszautasítja a királynő. Távozása után megjelenik a három, bosszút esküdött építőmunkás, és elmondják, hogy Balkis Adonirammal töltötte az éjszakát. Salamon nem tudja elönteni, hogy igazat beszélnek-e, ezért börtönbe záratja őket és maga elé rendeli építésmesterét. A férfi felfedi királya előtt érzelmeit és felajánlja, hogy azonnal távozik a városból. Salamon végül elbocsátja szolgálatából és kívánja neki, hogy találja meg a boldogságot az asszonnyal, akivel neki nem adatott meg. Ezután Balkis jelenik meg a király előtt, hogy visszakövetelje tőle a szerelme zálogául adott gyémánt gyűrűt. Salamon nem akar megválni a becses ékszertől, ezért a királynő álmot és feledést hozó port tesz italába. Mikor a király magához tér, mégis emlékszik a gyűrűre és észre veszi annak eltűnését. A palota ablakából kitekintve látja Balkis távozó hajóját.

### V. felvonás
Adoniram a sivatag szélén várja szerelmét, de a királynő helyett a három építőmunkás jelenik meg. Követelik a mesteri címhez szükséges írásbeli hozzájárulást. Amikor ezt az építőmester ismét megtagadja, a három munkás megöli Adoniramot, majd elmenekül. A királynő haldokolva találja szerelmét. Sikerül a kezére húzni a gyűrűt, majd a szeretett férfi kajaiban meghal. A munkások után siető Salamon döbbenten áll egykori építésze holtteste felett. Balkis kéri, hagy állítson méltó emléket szerelmének. Ekkor megnyílik az ég és feltűnnek a tűzisten küldöttei, hogy lángcsóvák kíséretében az égig emeljék Adoniramot, jelezve annak halhatatlanságát.